# 10484 Гехт
10484 Гехт (нім. 10484 Hecht) — астероїд головного поясу, відкритий 28 листопада 1983 року американським астрономом Едвардом Ловеллом (* 1943) у Ловеллівській обсерваторії в місті Флегстафф (штат Аризона). Астероїд був названий на честь Мартина Д. Гехта (* 1926), який багато років працював в обсерваторії Ловелла.
Тіссеранів параметр щодо Юпітера — 3,567.